# 올리 블랙번
올리 블랙번(Olly Blackburn, Ollie Blackburn) 또는 올리버 블랙번(Oliver Blackburn)은 잉글랜드의 영화 감독이자 각본가이다. 런던에서 태어난 블랙번은 1982년 아카데미상 단편 영화 부문에서 수상한 코미디 영화 《쇼킹 액시던트》에서 연기를 하였다. 1993년 옥스퍼드 대학교를 졸업하였으며, 역사학을 전공하였다. 블랙번은 풀브라이트 장학금을 받았으며, 티시 예술대학에서 영화와 텔레비전을 공부하였다. 거기서 감독한 영화 《Swallowed》는 뉴욕 대학교로부터 마틴 스코세이지 포스트 프로덕션 상을 수상했다.
블랙번은 전문적으로 영화, 광고, 뮤직비디오를 감독하기 시작했으며, 영화 제작사 워프 X에서 일하게 되었다. 2008년 공개된 영화 《Reverb》에서는 제2제작진 감독을 맡았다. 같은 해 공개된 《돈키 펀치》에서는 감독과 각본을 맡았다. 이 작품은 장편 영화로, 선댄스 영화제에서 상영되었다. 남아프리카 공화국에서 24일 이상 촬영된 이 영화는 100만 파운드의 제작비를 들였다. 영화는 평이 갈렸다. 《빈얀》 또한 같은 해 공개된 영화로, 블랙번은 각본을 맡았다.

## 경력
블랙번은 잉글랜드 런던에서 태어났다. 1982년 블랙번은 아카데미상 단편 영화 부문에서 수상한 코미디 영화 《쇼킹 액시던트》에서 연기를 하였다. 제임스 스콧이 감독한 이 영화는 그레이엄 그린의 동명 소설을 원작으로 한다.
1993년에 옥스퍼드 대학교를 졸업하였으며, 역사학을 전공하였다. 후에, 블랙번은 언론계에서 일하게 되었다. 블랙번은 풀브라이트 장학금을 받고, 대학원생이 된 블랙번은 뉴욕 대학교의 티시 예술대학에서 영화와 텔레비전을 공부하였다. 뉴욕 대학교에 재학하면서 블랙번은 단편 영화 《Swallowed》를 감독하였다. 1996년 이 작품으로 뉴욕 대학교로부터 마틴 스코세이지 포스트 프로덕션 상을 수상했다.
영화 감독 일을 하기 전에 블랙번은 여러 광고와 뮤직비디오를 감독하였다. 블랙번은 설립자 로빈 거치와 함께, 영국의 영화 제작사 워프 X에서 텔레비전 제작에 종사하였다.
제2제작진 감독을 맡은 영화 《Reverb》는 2008년 공개되었으며, 아이턴 아루시가 감독과 제작을 맡았다. 〈가디언〉은 "마침내, 이것은 또 다른 무신경하며 상상력이 부족하고, 가혹한 영국 공포처럼 보인다." 〈데일리 텔레그래프〉는 "아이턴 아루시의 영화는 더러운 유리를 통해 촬영한 것 같고, 믹서기로 편집한 것 같다. 이것은 당신을 미치게 할 것이다."라고 하였다. 〈토털 필름〉은 "숨겨진 소리가 귀신 들린 집으로 이끌고, 지루한 오컬트 신화다."라고 하였다.
뉴욕에 거주하면서 감독한 《돈키 펀치》는 2008년에 공개되었으며, 데이비드 블룸과 공동 집필하였다. 데이비드 블룸과는 1년동안 아파트에 같이 머물렀다. 이 영화는 100만 파운드의 제작비를 들였다. 니컬라 벌리, 톰 버크, 제이미 윈스턴, 줄리언 모리스 등이 출연하였다. 2007년 3월부터 촬영이 시작되었다. 남아프리카 공화국에서 촬영되었으며, 24일 이상 촬영하였다. 촬영지에서 블랙번과 배우는 저체온증과 폭풍 해일과의 문제와 직면하였다. 〈더 스키니〉와의 인터뷰에서 블랙번은 "이 영화는 불안하고 도발적이다. 하지만 우리는 진실을 원한다."라고 하였다. 《돈키 펀치》의 평은 갈렸으며, 〈로튼토마토〉에서는 49%를 받았으며,〈메타크리틱〉에서 100점 중 43점을 받았다. 〈필라델피아 인콰이어러〉는 피터 버그 감독 《베리 배드 씽》, 필립 노이스 감독 《죽음의 항해》와 비교하면서, "돈키 펀치는 끔찍한 위협과 성적으로 눈을 뗄 수가 없다."라고 하였다. 〈로스앤젤레스 타임스〉는 《죽음의 항해》 뿐만 아니라 로만 폴란스키 감독 《물속의 칼》과도 비교하면서 "돈키 펀치는 갇힌 피해망상적인 쥐가 부주의한 쾌락주의자로 변하는 것처럼 어떠한 힘이 없는 것이 아니다."라고 하였다. 이 영화는 선댄스 영화제에서 상영된 블랙번의 첫 작품으로, 현장에 참석한 관객들로부터는 긍정적인 평가를 받았다.
블랙번이 각본으로 참여하고, 파브리스 두 웰츠가 감독한 《빈얀》은 2008년에 공개되었다. 《빈얀》에는 에마뉘엘 베아르, 루퍼스 슈얼, 쥘리 드레퓌스 등이 출연하였다. 〈스카이 무비스〉는 《빈얀》을 니컬러스 로그의 《지금 보면 안돼》와 《하트 오브 다크니스》와 비유하였다. 블랙번은 〈타임아웃〉과의 인터뷰에서 "니컬러스 로그에게 영감받았다."라고 하였다. 또, 〈타임아웃〉은 "예술가인 체하는 열망을 가진 위협적인 가짜 공포 스릴러"라고 하였다. 〈엠파이어〉는 《지금 보면 안돼》와 비교하면서 "끔찍하고 참혹하지만 이야기는 냉정한 관객은 떠날 수 있다."라고 하였다.
2009년, 블랙번은 런던 남부에 거주하고 있다. 〈인디런던〉과의 인터뷰에서 블랙번은 샘 페킨파와 마이클 파월이 롤모델이라고 하였다. 2014년 공개될 예정인 《Random》의 감독을 맡았으며, 애슐리 그린, 루커스 틸, 헤일리 베넷 등이 출연할 예정이다.

## 작품 목록
| 연도 | 제목                          | 감독 | 각본 | 기타 | 비고                      |
| ---- | ----------------------------- | ---- | ---- | ---- | ------------------------- |
| 1982 | 《쇼킹 액시던트》             |      |      | 예   | 단편 영화, 연기 (제롬 역) |
| 1997 | 《Swallowed》                 | 예   | 예   |      | 단편 영화                 |
| 1998 | 《Wonderful World》           | 예   | 예   |      | 단편 영화                 |
| 1999 | 《Rabbit》                    | 예   |      |      | 텔레비전 단편 영화        |
| 2005 | 《Survivors: Flying Blind》   | 예   |      |      |                           |
| 2008 | 《돈키 펀치》                 | 예   | 예   |      |                           |
| 2008 | 《빈얀》                      |      | 예   |      |                           |
| 2008 | 《Reverb》                    |      |      | 예   | 제2제작진 감독            |
| 2010 | 《One Hundred Years of Evil》 |      | 예   |      |                           |
| 2014 | 《Random》                    | 예   |      |      | 후반 작업                 |

## 수상 및 후보 목록
| 연도 | 상                                 | 부문                          | 작품                | 결과 |
| ---- | ---------------------------------- | ----------------------------- | ------------------- | ---- |
| 1996 | 크래프트 어워드                    | 최우수 제작상                 | 《To Go》           | 수상 |
| 1996 | 마틴 스코세이지 포스트 프로덕션 상 | 영화상                        | 《Swallowed》       | 수상 |
| 1997 | 텔류라이드 국제 영화제             | 내일의 스필버그 영화 제작자상 | 《Swallowed》       | 수상 |
| 1997 | 크래프트 어워드                    | 최우수 각본상                 | 《Swallowed》       | 수상 |
| 1997 | 크래프트 어워드                    | 최우수 감독상                 | 《Swallowed》       | 수상 |
| 1997 | 크래프트 어워드                    | 최우수 제작상                 | 《Swallowed》       | 수상 |
| 1999 | 영국 텔레비전 광고 크래프트 어워드 | 텔레비전상                    | 《Rabbit》          | 수상 |
| 1999 | UK 크리에이티브 앤 디자인 어워드   | 최우수 신인상                 |                     | 후보 |
| 1999 | 키노필름 단편 영화제               | 최우수 영국 영화 작품상       | 《Wonderful World》 | 수상 |